# ТМ-3-12
ТМ-3-12 (от транспортер морской типа 3 калибра 12 дюймов), 305-мм железнодорожное артиллерийское орудие образца 1938 года — сверхтяжёлая железнодорожная артиллерийская система с орудиями от затонувшего линкора «Императрица Мария». Были выпущены 3 экземпляра, объединённые в 9-й отдельный артиллерийский железнодорожный дивизион. В составе дивизиона принимали участие в Советско-финской войне, после которой были перебазированы на военно-морскую базу Ханко. С началом Великой Отечественной войны участвовали в обороне базы, где перед эвакуацией базы были подорваны. Подорванные установки достались в качестве трофеев Финской армии, которая произвела их восстановление с использованием однотипных орудий от линкора «Император Александр III». После заключения перемирия с Финляндией были возвращены в Советский Союз, где из них сформировали отдельную железнодорожную батарею № 294, которая находилась на боевом дежурстве в Балтийске. Состояли на вооружении до 1961 года, после чего были законсервированы и находились на хранении в форте Красная Горка. До наших дней сохранились все три экземпляра артиллерийской установки ТМ-3-12: один находится в музее Великой Отечественной войны на Поклонной горе, второй — в Музей железных дорог России, Санкт-Петербург (на реекспозиции), третья — на том же форту «Красная Горка» недалеко от Санкт-Петербурга.

## История создания
В 20 — 30 годах Советский Союз испытывал большие трудности с военно-морским флотом, поэтому основное внимание уделял созданию береговой обороны для охраны протяженной береговой линии, в том числе и орудиям, базирующимся на железнодорожных платформах. Для реализации проектов создания крупнокалиберной артиллерии на железнодорожных платформах, в 1932 году при Ленинградском металлическом заводе было создано специальное конструкторское бюро (ОКБ-3) во главе А. Г. Дукельским, которому было поручено создание проекта 356-мм железнодорожных транспортёров, впоследствии получивших индекс ТМ-1-14.
Установки были сданы в 1939 году. С 20 по 30 августа 1939 года все три железнодорожных транспортёра прошли полигонные испытания, кроме испытания стрельбой, а к 7 февраля 1940 на Ржевском полигоне прошли и все испытания стрельбами, после чего железнодорожная батарея была принята на вооружение.

### Орудие

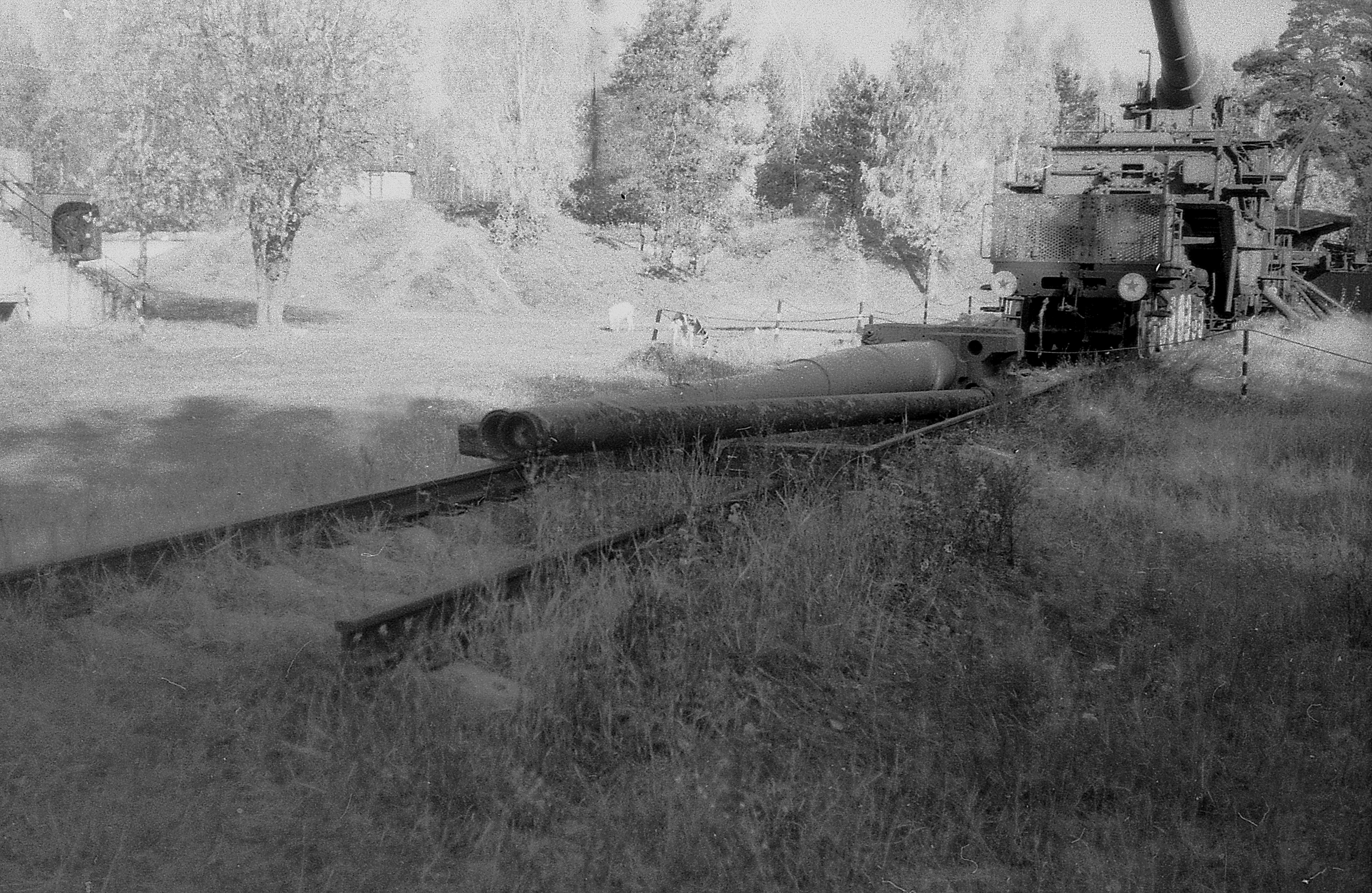
Ствол и лейнер 305-мм орудия

## Базы и стационарные позиции
В связи с увеличением состава железнодорожной артиллерии, 13 октября 1925 года Генеральный штаб РККА принял решение о расширении количества стационарных орудийных площадок, предназначенных для ведения огня артиллерийскими железнодорожными транспортёрами типа ТМ-1-14, ТМ-3-12 и ТМ-1-180, а также строительства базы железнодорожной артиллерии. Для выбора мест расположения позиций и базы была в район была направлена специальная комиссия. Позиции должны были находиться в районах: мыс Колгонпя, деревня Кирьямо, деревня Черная Лахта, деревня Кандыкюля, деревня Липово, а база в районе деревня Кандыкюля — деревня Липово.

### База Мукково
59°37′19″ с. ш. 28°34′26″ в. д. деревня Мукково
База железнодорожных транспортеров Лужского сектора Береговой Обороны
Обследование территории в изначально предполагаемом районе деревень Кандыкюля и Липово показало, что строительство базы в этом районе нецелесообразно. Основной проблемой были большие трудности с доставкой строительных материалов. Поэтому комиссия выбрала для строительства место вблизи деревни Мукково около озера Бабинское и разъезда Валговицы.
На базе планировалось дислоцировать три железнодорожные артиллерийские батареи, для чего в 1936 году там планировалось проложить более четырёх километров железнодорожных путей, а для обслуживания технической части предполагалось строительство электро- и водонасосных станций, гаража для автомашин, паровозного сарая и складов, а также помещения для личного состава. По плану база должна была обеспечить отправку девяти боевых эшелонов с интервалом не более 10 - 15 минут. Пятилетний план развития базы предусматривал строительство достаточно большого количества объектов социального назначения: жилья, медицинских и детских учреждений, магазина, клуба и бани.

### Стационарные позиции
59°58′01″ с. ш. 29°13′24″ в. д. «Объект 100» Алютино
- Кургальский полуостров 59°42′02″ с. ш. 28°03′07″ в. д.HGЯO «Объект 600» у деревни Хомолов
- Сойкинский полуостров 59°49′35″ с. ш. 28°33′07″ в. д.HGЯO, «Объект 300» юго-восточнее деревни Колгопня

## Организационно-штатная структура
Из 3 артиллерийских установок был сформирован 9-й отдельный артиллерийский дивизион, который состоял из 5 эшелонов, 3 из которых были боевые, в состав которых входили сами артиллерийские транспортёры ТМ-3-12, один эшелон со средствами ПВО и один — подвижная база.
Составы эшелонов были следующие:
| Первый боевой эшелон: 1. контрольная платформа 2. контрольная платформа 3. Паровоз Э 4. Артиллерийский транспортер ТМ-3-12 5. бронированный вагон — снарядный погреб 6. бронированный вагон — зарядный погреб 7. вагон — силовая станция 8. вагон с запасными частями и принадлежностями 9. вагон центрального поста управления стрельбой 10. платформа для возимого имущества 11. мягкий штабной вагон 12. вагон для личного состава 13. вагон для личного состава 14. прожекторная платформа 15. платформа для трактора с прицепом 16. платформа для кабеля ПУАО 17. вагон — склад 18. вагон — кухня | Второй боевой эшелон: 1. контрольная платформа 2. контрольная платформа 3. Паровоз Э 4. Артиллерийский транспортер ТМ-3-12 5. бронированный вагон — снарядный погреб 6. бронированный вагон — зарядный погреб 7. вагон — силовая станция 8. вагон с запасными частями и принадлежностями 9. автотранспортная платформа 10. вагон для личного состава 11. вагон для личного состава 12. вагон — склад 13. вагон — кухня |

| Третий боевой эшелон: 1. контрольная платформа 2. контрольная платформа 3. Паровоз Э 4. Артиллерийский транспортер ТМ-3-12 5. бронированный вагон — снарядный погреб 6. бронированный вагон — зарядный погреб 7. вагон — силовая станция 8. вагон с запасными частями и принадлежностями 9. автотранспортная платформа 10. вагон для личного состава 11. вагон для личного состава 12. вагон — склад 13. вагон — кухня | Четвёртый эшелон — подвижная база 1. Паровоз Щ или Э 2. Вагон — автомастерская 3. Вагон — клуб 4. автотранспортная платформа 5. бронированный вагон — снарядный погреб 6. бронированный вагон — зарядный погреб 7. бронированный вагон — снарядный погреб 8. бронированный вагон — зарядный погреб 9. вагон — склад 10. вагон — склад 11. вагон — амбулатория 12. вагон для личного состава 13. вагон продовольственный склад 14. вагон — кухня 15. цистерна для воды 16. цистерна для нефти 17. вагон — силовая станция 18. прожекторная платформа 19. автотранспортная платформа 20. вагон — баня |